# Google Foundation

Google Foundation

Google Foundation — благотворительный фонд, учреждённый основателями и крупнейшими акционерами компании Google Inc.
Начальный капитал (октябрь 2005 года) — 90 млн долл. + 1 % годовых доходов Google перечисляется в «филантропическое подразделение» — Google Foundation, что в сумме составляет около 1 млрд долл.

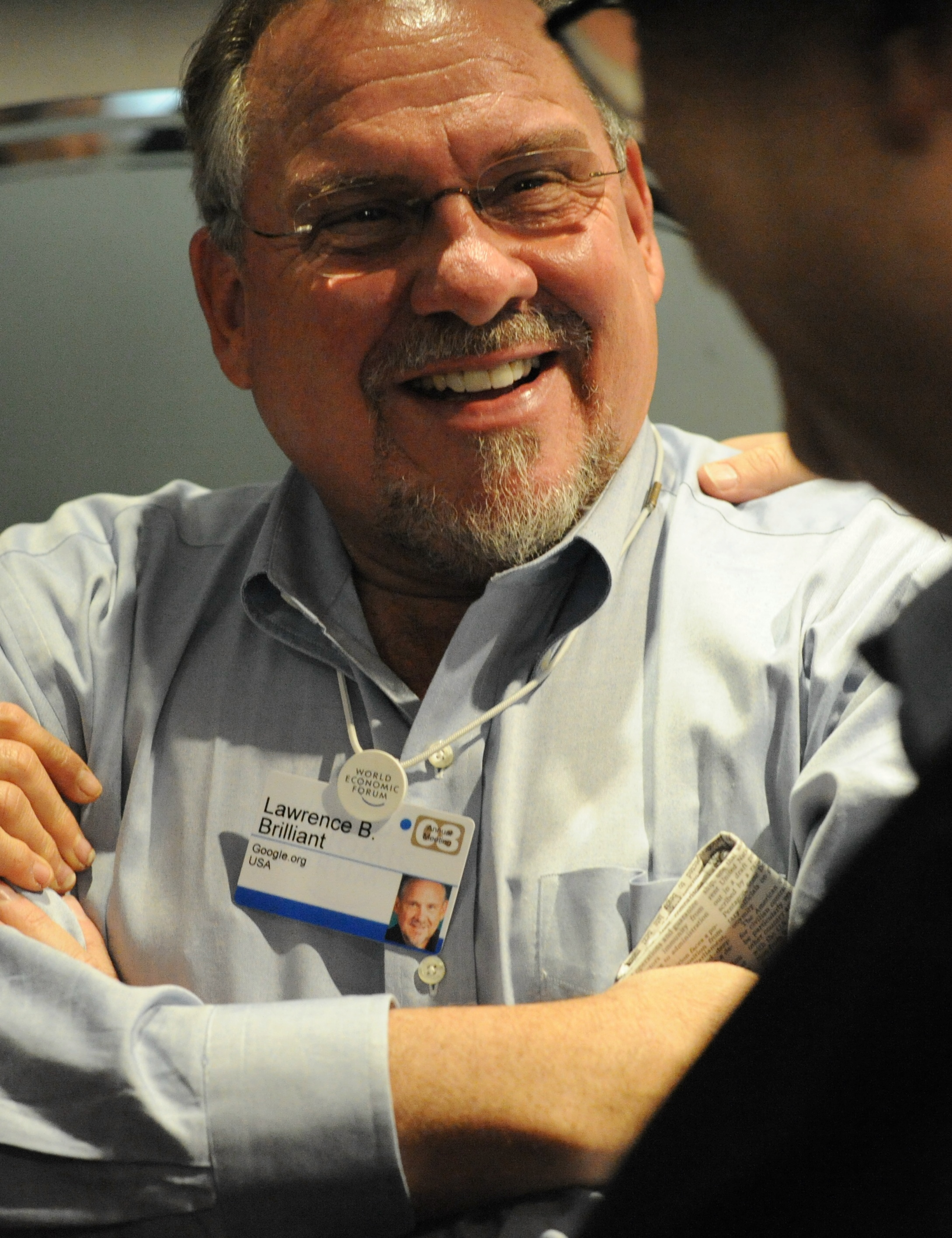
Larry Brilliant

Исполнительным директором назначен Ларри Бриллиант (англ. Larry Brilliant) — врач-эпидемиолог, специалист в области международного здравоохранения, доцент кафедры «Международного здравоохранения и эпидемиологии» Мичиганского университета.
Основные направления деятельности — борьба с бедностью, экологическая энергетика.
Один из первых проектов фонда — RechargeIT.org — plug-in-гибридный автомобиль. Google разрабатывает концепцию «v2g» (vehicle-to-grid), модифицирует автомобили Toyota Prius в plug-in гибриды, способные подзаряжать на стоянке свои силовые аккумуляторы от крупнейшей в США солнечной электростанции, принадлежащей Google, и отдавать электроэнергию обратно в энергосистему в часы пик.
Корпорация Google работает над созданием автономных автомобилей, способных передвигаться без участия человека. Разработчик роботов-автомобилей для Google — Себастьян Трун, профессор Стэнфордского университета, директор Stanford AI Lab.